# Wrota między Kaplicami
Wrota między Kaplicami (słow. Brána Veľkého Kostola) – przełęcz znajdująca się w Zimnowodzkiej Grani (w masywie Kościołów) w słowackiej części Tatr Wysokich. Siodło Wrót między Kaplicami oddziela Wielką Kaplicę od sąsiadującej z nią na południu Małej Kaplicy. Na przełęcz tę nie prowadzą żadne znakowane szlaki turystyczne, dla taterników najdogodniej dostępna jest od strony Doliny Staroleśnej. Jest to największe obniżenie grani pomiędzy Ciemniastą Turnią a Wielkim Kościołem.
Polska nazwa Wrót między Kaplicami wywodzi się od dwóch sąsiadujących Kaplic. Słowacka nazwa natomiast pochodzi bezpośrednio od Wielkiego Kościoła.

## Historia
Pierwsze wejścia turystyczne:
- Alfréd Grósz i Tibold Kregczy, 30 czerwca 1911 r. – letnie,
- Jadwiga Pierzchalanka i Jerzy Pierzchała, 8 kwietnia 1937 r. – zimowe.